# Russula risigallina
Russula risigallina là một loài nấm. Danh pháp khoa học trước đây của loài này là R. chamaeleontina. Nó là loài nấm màu vàng nhỏ và ăn được. Loài nấm này mọc ở nhiều quốc gia [[châu Âu.